# Apple (album)
Apple è l'unico LP realizzato dal gruppo grunge dei Mother Love Bone.

## Tracce
1. This Is Shangrila – 3:43
2. Stardog Champion – 4:59
3. Holy Roller – 4:28
4. Bone China – 3:45
5. Come Bite The Apple – 5:27
6. Stargazer – 4:50
7. Heartshine – 4:37
8. Captain Hi-Top – 3:08
9. Man of Golden Words – 3:41
10. Capricorn Sister – 4:19
11. Gentle Groove – 4:02
12. Mr. Danny Boy – 4:51
13. Crown of Thorns – 6:19
14. Lady Godiva Blues – 3:39

## Formazione
- Andrew Wood - voce
- Stone Gossard - chitarra
- Jeff Ament - basso
- Bruce Fairweather - chitarra
- Greg Gilmore - batteria